# Synarmadillo pygmaeus
Synarmadillo pygmaeus is een pissebed uit de familie Armadillidae. De wetenschappelijke naam van de soort is voor het eerst geldig gepubliceerd in 1898 door Gustav Budde-Lund.